# Museo de la Tolerancia
El Museo de la Tolerancia (o MOT por su acrónimo en inglés de Museum of Tolerance) es un museo multimedia estadounidense localizado en Los Ángeles, California. 
Su temática está centrada en el estudio del racismo, prejuicios y xenofobia haciendo especial hincapié en el Holocausto además de otros crímenes de odio o de lesa humanidad como son los casos en la historia de Camboya y América Latina.
Dicho museo tiene un museo asociado en Nueva York donde trabajan con programas multimedia. En 2005 se declaró el plan de construir un edificio en un lugar de Jerusalén, Israel, que levantó controversias por la zona a edificar.

## Temática
Fue inaugurado en 1993 y construido con un coste de 50 millones de dólares por el Centro Simon Wiesenthal, llamado así por quien sobreviviera al Holocausto. El museo es visitado por cerca de 350.000 visitantes al año, de los cuales una tercera parte son jóvenes en edad escolar. La exposición más conocida es la "Sección del Holocausto". Una vez son divididos por grupos, son llevados a varios escenarios que muestran detalles de la Segunda Guerra Mundial para posterior debate sobre tales experiencias. Otra característica es la oportunidad de escuchar los testimonios de quienes sobrevivieron a la Shoah (o a cualquier otro conflicto) además de una sesión de preguntas con estos. Al final del tour, a la gente se le entrega tarjetas de niños judíos donde se revela si sobrevivieron o no al Holocausto.
El "Toleracenter" es otra zona del museo en la que se discute sobre los prejuicios en la vida cotidiana mediante un programa multimedia llamado "Finding Our Families- Finding Ourselves" (Encontrando a nuestras familias-Encontrándonos con nosotros mismos), el cual incluye archivos, documentos y exposiciones artísticas, por ejemplo de Bill Cormalis Jr., cuyas obras muestran la lucha por los derechos civiles y la segregación racial en la Liga Estadounidense de Béisbol.

## Controversias

### Contenido multimedia
Uno de los puntos críticos sobre el museo es [según terceros] el uso excesivo de la tecnología multimedia con el fin de atraer a los jóvenes y "manipular" sus emociones. En este aspecto, el MOT recurre a diapositivas, diagramas, archivos documentales y exposiciones interactivas. De acuerdo con los críticos, este material provoca un impacto emocional en los visitantes. En cuanto al tour, voces críticas afirman que los hechos históricos quedan al margen y solo unos pocos son proyectados.

### Cementerio de Mamilla en Jerusalén
En 2005, el Rabino Marvin Hier del SWC declaró la posibilidad de construir un segundo museo en terrenos del Cementerio de Mamilla en Jerusalén, zona de culto para la población musulmana y de valor histórico (de tiempos del Califato Ortodoxo).
Tiempo atrás la asociación recibió críticas por haber construido en zonas similares. En Mamilla se encuentran las tumbas de varios santos y eruditos islámicos al igual que tumbas mamelucas. La SWC defiende que el terreno fue desconsagrada y que antes del establecimiento del Estado de Israel, los líderes árabes seculares autorizaron la construcción de varios proyectos en el lugar. Tales argumentos fueron defendidos por el sistema legal israelí, no siendo así por la Corte Suprema.
Dicho proyecto fue criticado por las comunidades hebreas y palestinas. De hecho la construcción ha sido pospuesta en varias ocasiones por razones legales.